# Campeonato Paraguayo de Fútbol 1930
El Campeonato Paraguayo de Fútbol de 1930 fue la vigésima tercera edición del principal torneo de fútbol de Paraguay.
El campeón del torneo fue el Club Libertad quienes obtuvieron su tercer campeonato en la primera categoría.

## Desarrollo
|  | Campeón. |

| Equipo                       |
| ---------------------------- |
| Club Olimpia                 |
| Club Libertad                |
| Club Cerro Porteño           |
| Club Sol de América          |
| Club Guaraní                 |
| Atlántida Sport Club         |
| Club Nacional                |
| Club River Plate             |
| Sportivo Luqueño             |
| Club Presidente Hayes        |
| General Caballero Sport Club |
| Atlético Corrales            |
| Presidente Alvear            |
| Universo                     |

| Bandera de Paraguay   |
| Campeón Club Libertad |
| Tercer título         |